# Víctor Heitz
Víctor Germán Heitz (nacido el 14 de mayo de 1884 en Las Rosas, Santa Fe, Argentina; fallece el 29 de marzo de 1971 en Rosario, Santa Fe. Sus restos yacen en el Cementerio de Disidentes) fue uno de los fundadores y primer presidente de Newell's Old Boys, e impulsor para la creación de la LRF. Esto lo transforma en una figura trascendente en los inicios del fútbol en Rosario y sobre todo del Club Atlético Newell's Old Boys, donde además se desempeñó como jugador.

## Biografía

### Formación y vinculación con el Colegio Comercial Anglo Argentino
Heitz fue exalumno del Colegio Comercial Anglo Argentino, fundado por Isaac Newell, institución que desempeñó un papel fundamental en la introducción del fútbol en la ciudad. En 1903, junto a otros estudiantes y exalumnos, participó en la fundación del Club Atlético Newell's Old Boys, entre ellos Claudio Newell, José y Atlántico Dianda, Guillermo Renny, Gervasio Colombres, Alfredo Fernando,  J.J. Arijón, Franck Martin y  Del Valle Ibarlucea, entre otros, una entidad deportiva destinada inicialmente a los egresados del colegio, adoptando los colores rojo y negro pertenecientes al escudo del colegio.

### Participación deportiva e institucional
En su rol de jugador, Heitz fue parte del equipo que disputó el primer clásico rosarino contra Rosario Central el 18 de junio de 1905, en la Plaza Jewell. En este encuentro, que finalizó con victoria de Newell's por 1 a 0, Heitz asistió el gol anotado por Faustino González. Además, como presidente, cargo que ocupó en 4 oportunidades, encabezó diversas gestiones que consolidaron al club en sus primeros años, tanto en lo deportivo como en lo organizativo; y es poseedor del carnet social n.° 1.Como dato llamativo en 1904 jugó un partido para Rosario Central que jugaba contra Atlético del Rosario para definir el representante rosarino en la Copa Competencia de 1904.

### Aportes a la infraestructura del club
En 1929, durante una de sus gestiones como presidente, se terminó de construir e inauguró la "Tribuna de la Visera", la primera tribuna techada en el estadio de Newell's Old Boys, ubicada en el Parque de la Independencia. Este avance marcó un hito en el desarrollo de la infraestructura deportiva local, al ser la primera tribuna de hormigón.

### Relación con el fútbol rosarino
Heitz también tuvo un papel relevante en la creación de la Liga Rosarina de Fútbol en 1905, que permitió organizar los primeros campeonatos oficiales en la ciudad, como la Copa Santiago Pinasco, ganada por Newell's en su edición inaugural.
En definitiva, la figura de Víctor Heitz está asociada al desarrollo inicial del fútbol en Rosario y a la institucionalización de Newell's Old Boys como una entidad deportiva relevante. Su rol como primer presidente del club y su participación en los primeros años de la Liga Rosarina de Fútbol destacan entre sus contribuciones. Heitz es recordado como un actor clave en la estructuración del fútbol en Rosario a comienzos del siglo XX.